# Condado de Miami (Kansas)
El condado de Miami (en inglés: Miami County), fundado en 1855, es uno de 105 condados del estado estadounidense de Kansas. En el año 2005, el condado tenía una población de 30.969 habitantes y una densidad poblacional de 21 personas por km². La sede del condado es Paola. El condado recibe su nombre en honor a la tribu Miami.

## Geografía
Según la Oficina del Censo, el condado tiene un área total de 1528 km² (590 mi²), de la cual 1494 km² (576,8 mi²) son tierra y 35 km² (13,513513513514 mi²) (2.28%) son agua.

### Condados adyacentes
- Condado de Johnson (norte)
- Condado de Cass, Misuri (este)
- Condado de Bates, Misuri (sureste)
- Condado de Linn (sur)
- Condado de Anderson (suroeste)
- Condado de Franklin (oeste)
- Condado de Douglas (noroeste)

## Demografía
Según la Oficina del Censo en 2000, los ingresos medios por hogar en el condado eran de 46.665 $, y los ingresos medios por familia eran 55.830 $. Los hombres tenían unos ingresos medios de 37.441 $ frente a los 27.271 $ de las mujeres. La renta per cápita del condado era de 21.408 $. Alrededor del 5,50% de la población estaba por debajo del umbral de pobreza.

## Transporte

### Autopistas principales
- U.S. Route 69
- U.S. Route 169
- Ruta Estatal de Kansas 7

## Localidades
Población estimada en 2004:
- Paola, 5.161
- Osawatomie, 4.600
- Spring Hill, 4.159, de la cual 2 km² se encuentran dentro del condado, y la mayoría dentro del condado de Johnson
- Louisburg, 2.998
- Fontana, 149

### Municipios
El condado de Miami está dividido entre 13 municipios. El condado tiene a Louisburg, Osawatomie, Paola y Spring Hill como ciudades independientes a nivel de gobierno, y todos los datos de población para el censo e las ciudades son incluidas en el municipio.

## Educación

### Distritos escolares
- Osawatomie USD 367
- Paola USD 368
- Louisburg USD 416